# اندرس لیمپار
اندرس لیمپار (انگلیسی: Anders Limpar؛ زادهٔ ۲۴ سپتامبر ۱۹۶۵) بازیکن فوتبال اهل سوئد است.
از باشگاه‌هایی که در آن بازی کرده‌است می‌توان به باشگاه فوتبال بیرمنگام سیتی، باشگاه فوتبال آرسنال، باشگاه ورزشی یانگ بویز برن، باشگاه فوتبال اورگریته، باشگاه فوتبال دیورگاردن، باشگاه فوتبال کرمونزه، باشگاه فوتبال ای‌آی‌کی، باشگاه فوتبال اورتون، باشگاه فوتبال کلرادو رپیدز و باشگاه ورزشی دیورگاردن اشاره کرد.
وی همچنین در تیم ملی فوتبال سوئد بازی کرده‌است.